# Milton (Dakota del Nord)
Milton è un centro abitato (city) degli Stati Uniti d'America, situato nella Contea di Cavalier nello Stato del Dakota del Nord. Nel censimento del 2000 la popolazione era di 85 abitanti. La città è stata fondata nel 1887.

## Geografia fisica
Secondo i rilevamenti dell'United States Census Bureau, la località di Milton si estende su una superficie di 1,00 km², tutti occupati da terre.

## Popolazione
Secondo il censimento del 2000, a Milton vivevano 85 persone, ed erano presenti 22 gruppi familiari. La densità di popolazione era di 83 ab./km². Nel territorio comunale si trovavano 60 unità edificate. Per quanto riguarda la composizione etnica degli abitanti, il 90,59% era bianco, il 2,35% era nativo e lo 7,06% apparteneva a due o più razze. La popolazione di ogni razza ispanica corrispondeva al 3,53% degli abitanti.
Per quanto riguarda la suddivisione della popolazione in fasce d'età, il 25,9% era al di sotto dei 18, il 3,5% fra i 18 e i 24, il 30,6% fra i 25 e i 44, il 20,0% fra i 45 e i 64, mentre infine il 20,0% era al di sopra dei 65 anni di età. L'età media della popolazione era di 40 anni. Per ogni 100 donne residenti vivevano 97,7 maschi.